# Colias meadii
Colias meadii is een vlindersoort uit de familie van de Pieridae (witjes), onderfamilie Coliadinae.
Colias meadii werd in 1871 beschreven door W. Edwards.